# Prix de Basly
Prix de Basly är ett montélopp för treåriga hingstar och ston som äger rum i september på Hippodrome de Vincennes i Paris i Frankrike. Det är ett Grupp 2-lopp, man måste minst ha sprungit in 12 000 euro för att få starta. Den samlade prissumman 120 000 euro, varav 54 000 euro i förstapris.

## Vinnare
| År   | Häst               | Far                | Kusk                | Tränare                 | Tid/km |
| ---- | ------------------ | ------------------ | ------------------- | ----------------------- | ------ |
| 2024 | Lexie de Banville  | Real de Lou        | Adrien Lamy         | Thomas Levesque         | 1'14"1 |
| 2023 | Kaya Dream         | Unbridled Charm    | Éric Raffin         | Étienne Dubois          | 1'14"6 |
| 2022 | Jelyson            | Timoko             | Yoann Lebourgeois   | Alexandre Pillon        | 1'15"4 |
| 2021 | Indigo du Poret    | Dollar Macker      | Éric Raffin         | Yannick-Alain Briand    | 1'13"  |
| 2020 | Héros de Fleur     | Ludo de Castelle   | Éric Raffin         | Frédéric Prat           | 1'13"4 |
| 2019 | Gée                | Brutus de Bailly   | Mathieu Mottier     | Bruno Bourgoin          | 1'13"4 |
| 2018 | Ferreteria         | Goetmals Wood      | Matthieu Abrivard   | Yves Boireau            | 1'12"9 |
| 2017 | Évidence Roc       | Paris Haufor       | Émilie Le Beller    | Émilie Le Beller        | 1'13"7 |
| 2016 | Dragon du Fresne   | Saphir Castelets   | Alexandre Abrivard  | Laurent-Claude Abrivard | 1'13"8 |
| 2015 | Che Jénilou        | Goetmals Wood      | Éric Raffin         | Sébastien Guarato       | 1'14"2 |
| 2014 | Brutus de Bailly   | Niky               | Mathieu Mottier     | Bruno Bourgoin          | 1'13"3 |
| 2013 | Alexia du Cherisay | Le Big Boss        | Pierre-Yves Verva   | Daniel Delaroche        | 1'14"  |
| 2012 | Vanishing Point    | Ludo de Castelle   | Damien Bonne        | Sébastien Guarato       | 1'12"8 |
| 2011 | Uppercut du Rib    | Quadrophenio       | David Thomain       | Joël Hallais            | 1'14"5 |
| 2010 | Thorens Védaquais  | Cygnus d'Odyssée   | Yoann Lebourgeois   | Philippe Allaire        | 1'12"6 |
| 2009 | Scipion du Goutier | Goetmals Wood      | Anthony Barrier     | Franck Leblanc          | 1'13"4 |
| 2008 | Replay Oaks        | Le Big Boss        | Émile Fournigault   | Gaston Alainé           | 1'14"2 |
| 2007 | Quokine Berry      | Chef du Châtelet   | Matthieu Abrivard   | Jean-Michel Bazire      | 1'13"7 |
| 2006 | Picsou de Villabon | Speed Clayettois   | Ludovic Mollard     | Patrick Labrousse       | 1'14"3 |
| 2005 | One And Only       | Gros Grain         | Philippe Masschaele | Gilbert Masschaele      | 1'14"5 |
| 2004 | Noora de l'Iton    | Workaholic         | Louis Baudron       | Thierry Duvaldestin     | 1'16"5 |
| 2003 | Mara Bourbon       | And Arifant        | Louis Baudron       | Jean-Pierre Dubois      | 1'16"9 |
| 2002 | Léda d'Occagnes    | Cygnus d'Odyssée   | Philippe Masschaele | Pierre-Désiré Allaire   | 1'16"  |
| 2001 | Kesaco Phedo       | Caballio In Blue   | Jean-Philippe Mary  | Philippe Allaire        | 1'16"  |
| 2000 | Jardy              | Cygnus d'Odyssée   | Jean-Philippe Mary  | Philippe Allaire        | 1'17"1 |
| 1999 | Ivoire de Grammont | Ukir de Jemma      | Jean-Paul Piton     | Philippe Allaire        | 1'16"9 |
| 1998 | Holly du Locton    | Viking's Way       | Jean-Paul Piton     | Philippe Allaire        | 1'16"8 |
| 1997 | Gentry d'Ombrée    | Axe des Sarts      | Michel Lenoir       | Jean-Raoul Deshayes     | 1'18"  |
| 1996 | Fly Mourotaise     | And Arifant        | Philippe Békaert    | Jean-Pierre Dubois      | 1'18"7 |
| 1995 | Express Cat        | Prince Atout       | François Roussel    | Alain Roussel           | 1'19"7 |
| 1994 | Danube Castelets   | Raja de Bellouet   | Jean-Claude Hallais | Guy Lhomet              | 1'19"5 |
| 1993 | Chemin de Bellande | Limoux             | Jean-Claude Hallais | Jean-Yves Bachelot      | 1'19"1 |
| 1992 | Boadicée de Béval  | Minou du Donjon    | Yves Dreux          | Ali Hawas               | 1'18"9 |
| 1991 | Atout de Marjon    | Hajacques de Chenu | Yves Dreux          | Patrick Hawas           | 1'19"9 |
| 1990 | Villebon           | Ino Ludois         | Yves Dreux          | Ali Hawas               | 1'21"3 |
| 1989 | Ursulo de Crouay   | Mivus              | Jean-Pierre Thomain | Joël Hallais            | 1'20"7 |
| 1988 | Tarif du Bois      | Godiris            | Michel Lenoir       | Daniel Béthouart        | 1'19"7 |
| 1987 | Savilor            | Elpenor            | Bernard Oger        | Leopold Verroken        | 1'20"3 |
| 1986 | Rantzau            | Darold III         | Jean-Claude Hallais | Ulf Nordin              | 1'21"  |
| 1985 | Quinze Janvier     | Vallauris du Pont  | Yves Dreux          | Ali Hawas               | 1'21"  |
| 1984 | Pactolos           | Chambon P          | Michel Lenoir       | Alain Roussel           | 1'23"8 |
| 1983 | Ogino              | Vasco              | Gérard Raulline     | Bernard Raulline        | 1'20"4 |
| 1982 | Nymphe d'Odyssée   | Seddouk            | Alain Sionneau      | Philippe Peltier        | 1'20"1 |
| 1981 | Mabrouka           | Balfour            | Yves Dreux          | Ali Hawas               | 1'20"6 |
| 1980 | Lacan              | Apaty              | Michel Lenoir       | René Veslard            | 1'21"6 |
| 1979 | Kiki de Feugères   | Nivôse             | Gérard Raulline     | Bernard Raulline        | 1'19"6 |
| 1978 | Jeune Orange       | Chambon P          | Alain Sionneau      | Gaston Peltier          | 1'20"9 |